# 腐女子彼女。
『腐女子彼女。』（ふじょしかのじょ）は、ぺんたぶによるインターネットブログ発のラブストーリー。さまざまなメディアミックスがなされている。

## 概要
腐女子の彼女Y子を持つ普通の大学生ぺんたぶが、彼女のオタク趣味に振り回され、次第に自分もオタクの世界にのめりこんでゆく。2013年7月には本人による続編となる小説作家彼女。が発売された。

## 書籍
2006年にエンターブレインより単行本として発売され、2007年にはパート2が発売された。現在までに32万部を売り上げた。
1. 腐女子彼女。 ISBN 978-4757730595
2. 腐女子彼女。パート2 ISBN 978-4757736641
3. 作家彼女。 ISBN 978-4047289475

## 漫画
書籍版と同じくエンターブレイン発行の『comic B's-LOG』に連載された後、同社から単行本が発売された。Webコミックサイト『コミックビーズログ エアレイド』でスピンオフ作品「腐男子彼氏。」も掲載されていた。作画は神葉理世。
1. ISBN 978-4757738997
2. ISBN 978-4757741119
3. ISBN 978-4757745315
4. ISBN 978-4757748118
5. ISBN 978-4047263796

## ドラマCD
漫画版を原作として2009年11月26日発売。ボーナストラックとして、主人公二人が男というパラレル設定の話「腐男子彼氏。」を収録。

### キャスト
- 武藤大河:羽多野渉
- 飴谷結子:沢城みゆき
- 瀬戸光二:松風雅也
- 堀田:鈴木達央

## 映画
2009年に映画化された。

### キャスト
- 大東俊介：諏訪ヒナタ
- 松本若菜：白崎ヨリコ
- 古川雄大：瀬野コージ
- EMI：カスミ
- 秦みずほ：ミルク
- 落合恭子：リナ
- 日野聡：本人役
- 福山潤：本人役
- 岡田夏姫
- 松尾美紀
- 青柳尊哉
- 大石貴之
- チャーリィ湯谷
- 小倉功
- ぬまっち
- マイサ
- 高橋祐月

### スタッフ
- 監督：兼重淳
- 脚本：葛木英
- 音楽：Di'LL（北城浩志、北城かずみ）
- 音楽プロデューサー：長岡和弘
- 撮影：伊東伸久
- 美術：及川幸恵
- 照明：木村明生
- 録音：田中博信
- VE：市原敬司
- 編集：相良直一郎
- 助監督：久保田博紀
- VFXスーパーバイザー：小坂一順
- 現像・キネコ：ヨコシネ ディー アイ エー
- アソシエイトプロデューサー：菊谷隆、松本美緒、益田朋子、垣貫真和、小野誠一、河上京子
- プロデュース：鮫島文雄、柴原祐一
- 特別協力：アニメイト
- 製作委員会メンバー：角川映画、NTTドコモ、USEN、エンターブレイン、エスピーオー、ジー・モード、スモーク